# Adaptation des herbivores aux défenses des plantes
L'adaptation des herbivores à la défense des plantes est constituée d'un ensemble de caractères, parfois comparés à des « traits offensifs », qui permettent aux animaux herbivores et phytophages d'améliorer leur alimentation aux dépens de leur plantes-hôtes.
Les herbivores sont en effet dépendants des plantes pour leur alimentation et ont développé des mécanismes coévolutifs pour obtenir cette nourriture malgré l'évolution d'un arsenal diversifié chez les plantes.
Les plantes pour leur part protègent leurs ressources propres pour assurer leur croissance et leur reproduction, en limitant la capacité des herbivores à les manger.

## Coévolution
Les relations entre les herbivores et leurs plantes-hôtes entraînent souvent des changements évolutifs réciproques. Quand un herbivore se nourrit, il provoque chez les plantes une sélection qui peut produire une réponse défensive, que celle-ci soit incorporée sous forme biochimique ou physique, ou induite comme une contre-attaque. Dans les cas où cette relation démontre une « spécificité » (l'évolution de chaque trait est due à l'autre partie), et une « réciprocité » (les deux traits doivent évoluer ensemble), on estime que les espèces ont coévolué.
Les mécanismes d'échappement et de radiation pour la coévolution suggèrent l'idée que les adaptations réciproques chez les herbivores et leurs plantes-hôtes ont été le moteur de la spéciation,.
La coévolution entre les plantes et les herbivores qui aboutit finalement à la spéciation des deux parties peut être davantage expliquée par l'hypothèse de la reine rouge. Cette hypothèse stipule que le succès et l'échec concurrentiels évoluent dans un sens et dans l'autre par l'apprentissage organisationnel. L'acte d'un organisme confronté à la compétition avec un autre organisme conduit finalement à une augmentation de la performance de l'organisme grâce à la sélection. Cette augmentation de la compétition oblige alors l'organisme concurrent à augmenter sa performance par la sélection, créant ainsi une « course aux armements » entre les deux espèces. Les herbivores évoluent à cause des défenses des plantes parce que celles-ci doivent d'abord améliorer leurs performances compétitives en raison du succès concurrentiel des herbivores

## Adaptations mécaniques

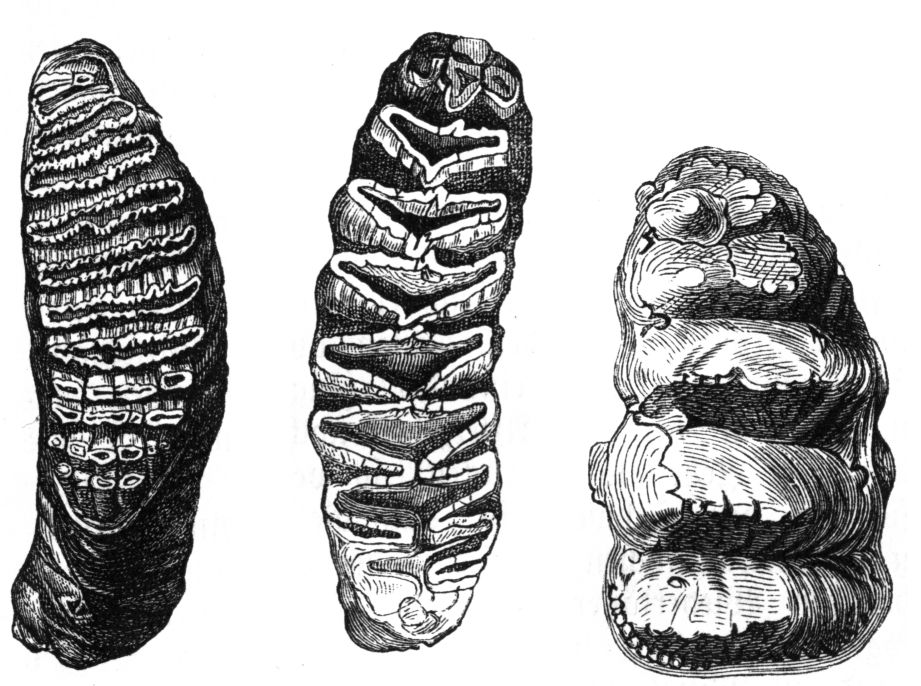
Les molaires de trois espèces d'éléphants illustrent leurs préférences alimentaires (l-Éléphant d'Asie, c-Éléphant d'Afrique, r-Mastodon giganteum).

Les herbivores ont développé une gamme variée de structures physiques pour faciliter la consommation des matières végétales. Pour briser les tissus végétaux intacts, les mammifères ont développé des structures dentaires qui reflètent leurs préférences alimentaires. Par exemple, les animaux frugivores (qui se nourrissent principalement de fruits) et les herbivores qui se nourrissent de feuillage tendre ont des dents brachyodontes à couronne basse spécialisées pour le broyage du feuillage et des graines. Les animaux brouteurs  qui ont tendance à se nourrir d'herbes dures, riches en silice, ont des dents hypsodontes à couronne haute qui sont capables de broyer les tissus durs des plantes et de ne pas s'user aussi rapidement que les dents à couronne basse.
Les oiseaux broient la matière végétale ou écrasent les graines à l'aide de leur bec et de leur gésier.
Les insectes phytophages ont développé une large gamme d'outils pour faciliter leur alimentation. Souvent, ces outils reflètent une stratégie d'alimentation spécifique et un type d'aliment préféré.
Dans la famille des Sphingidae (Sphinx), on a observé que les chenilles des espèces qui mangent des feuilles relativement tendres sont dotées d'incisives pour déchirer et mâcher, tandis que les espèces qui se nourrissent de feuilles et d'herbes adultes, les déchirent avec leurs mandibules coupantes sans dents (la paire de mâchoires la plus élevée chez les insectes, utilisée pour l'alimentation).
Le régime alimentaire d'un herbivore façonne souvent ses adaptations alimentaires. On a démontré que chez les sauterelles, la taille de la tête, et donc la puissance de mastication, est plus élevée chez les individus élevés sur du ray-grass (herbe relativement dure) que chez les individus élevés sur du trèfle rouge.
Les larves de lépidoptères qui se nourrissent de plantes ayant un taux élevé de tanins condensés (comme les arbres) ont des intestins plus alcalins que les lépidoptères qui se nourrissent de plantes herbacées (pH de 8,67 contre 8,29 respectivement). Cette différence morphologique peut s'expliquer par le fait que les complexes insolubles tanin-protéine peuvent être décomposés et absorbés comme nutriments à des valeurs de pH alcalines.

## Adaptations biochimiques
Les herbivores synthétisent des enzymes qui s'opposent aux nombreux   métabolites secondaires élaborés par les plantes et réduisent leur toxicité. Un tel groupe enzymatique, constitué d'oxydases à fonction mixte (OFM), détoxifie les composés végétaux nuisibles en catalysant des réactions  oxydatives.
Les cytochromes P450 (ou P-450), classe spécifique d'OFM, sont spécifiquement reliés à la détoxication des produits métaboliques secondaires des plantes. Une étude de 1996 a démontré la relation de cause à effet entre la fonction de détoxication des P-450 chez les larves du sphinx du tabac (Manduca sexta) et l'activité de nourrissage de ces phytophages sur de la matière végétale protégée par des défenses chimiques.
L'induction des P-450, après une première ingestion initiale de nicotine, a permis aux larves du sphynx du tabac d'accroître leur nourrissage sur des tissus végétaux toxiques.
Une enzyme importante produite par les insectes phytophages est la protéase. C'est une protéine présente dans l'intestin qui aide l'insecte à digérer sa principale source de nourriture, le tissu végétal. De nombreux types de plantes produisent des inhibiteurs de protéase, qui inactivent les protéases. L'inactivation de la protéase peut entraîner de nombreux problèmes, tels qu'une alimentation réduite, un temps de développement larvaire prolongé et un gain de poids réduit. Cependant, de nombreux insectes, dont Spodoptera exigua et Leptinotarsa decemlineata, ont été sélectionnés pour des mécanismes permettant d'éviter les effets des inhibiteurs de protéase. Ce sont notamment le développement d'enzymes protéases non affectées par les inhibiteurs de protéase végétaux, la capacité de dégrader les inhibiteurs de protéase et l'acquisition de mutations qui permettent la digestion du tissu végétal sans ses effets destructeurs.
Les herbivores peuvent également produire des enzymes salivaires qui réduisent le niveau de défense de la plante-hôte. L'enzyme glucose oxydase, composante de la salive de la chenille Helicoverpa zea, contrecarre la production de défenses induites chez le tabac.
De même, la salive des pucerons réduit la réponse induite de leurs hôtes en formant une barrière entre le stylet du puceron et les cellules végétales

## Adaptations comportementales

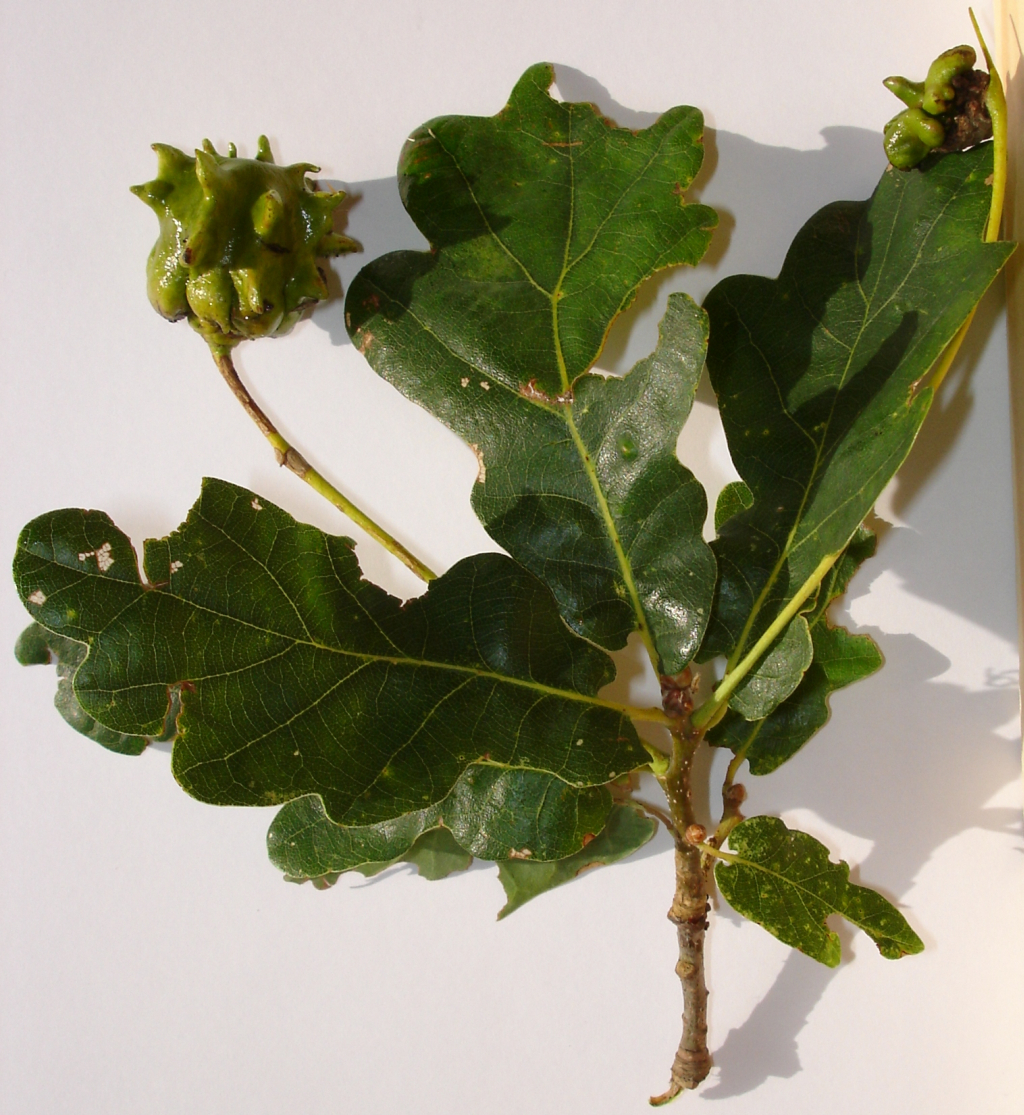
Galles (en haut à gauche et à droite) formées sur des glands d'un chêne pédonculé par la guêpe à galles parthénogénétique, Andricus quercuscalicis.

Les herbivores peuvent éviter les défenses des plantes en les mangeant de manière sélective dans l'espace et dans le temps. Par exemple, la phalène brumeuse (Operophtera brumataour) se nourrit de feuilles de chêne tôt dans la saison pour maximiser la quantité de protéines et de nutriments disponibles pour le papillon, tout en minimisant la quantité de tanins produits par l'arbre. Les herbivores peuvent également éviter spatialement les défenses des plantes. Les pièces buccales perçantes des espèces d'insectes hémiptères leur permettent de se nourrir autour des zones à forte concentration de toxines. Plusieurs espèces de chenilles se nourrissent de feuilles d'érable en « creusant des fenêtres » sur des parties du limbe foliaire et en évitant les zones dures, ou celles à forte concentration de lignine.
De la même manière, le perforateur des feuilles de coton évite sélectivement de manger l' épiderme et les glandes à pigments de leurs hôtes, qui contiennent des aldéhydes terpénoïdes défensifs.
Certaines plantes ne produisent des toxines qu'en petites quantités et les déploient rapidement dans la zone attaquée. Pour contrer cette adaptation, certains coléoptères attaquent les plantes-cibles en groupe, permettant ainsi à chacun des insectes d'éviter d'ingérer trop de toxines. Certains animaux ingèrent de grandes quantités de poisons dans leur alimentation, mais pour neutraliser ces poisons, ils consomment ensuite de l'argile ou d'autres minéraux. Ce comportement est connu sous le nom de géophagie.
La défense des plantes peut expliquer, en partie, pourquoi les herbivores utilisent différentes stratégies de cycle biologique. Les espèces monophages ou oligophages (les animaux qui mangent des plantes d'un seul genre) doivent produire des enzymes spécialisées pour détoxifier leur nourriture, ou développer des structures spécialisées pour faire face aux produits chimiques séquestrés. Les espèces polyphages (animaux qui mangent des plantes de nombreuses familles différentes), en revanche, produisent plus d'enzymes détoxifiantes (en particulier les OFM) pour faire face à une gamme de défenses chimiques végétales. La polyphagie se développe souvent lorsque les plantes-hôtes d'un herbivore sont rares car il est nécessaire pour celui-ci d'obtenir suffisamment de nourriture. La compétition interspécifique pour la nourriture favorise la monophagie car la  spécialisation augmente souvent la capacité concurrentielle d'un animal à utiliser une ressource.
Un exemple majeur d'adaptation comportementale chez les herbivores concerne les insecticides chimiques. L'introduction de nouveaux insecticides ne sélectionne que les insectes qui peuvent en fin de compte éviter ou métaboliser ces produits chimiques au fil du temps. L'ajout de plantes exemptes de toxines dans une population de plantes transgéniques, qui produisent leurs propres insecticides, minimise le taux d'évolution des insectes se nourrissant de plantes cultivées. Mais même ainsi, le taux d'adaptation ne fait qu'augmenter chez ces insectes.

## Manipulation de l'hôte

### Utilisation par les herbivores de composés chimiques végétaux

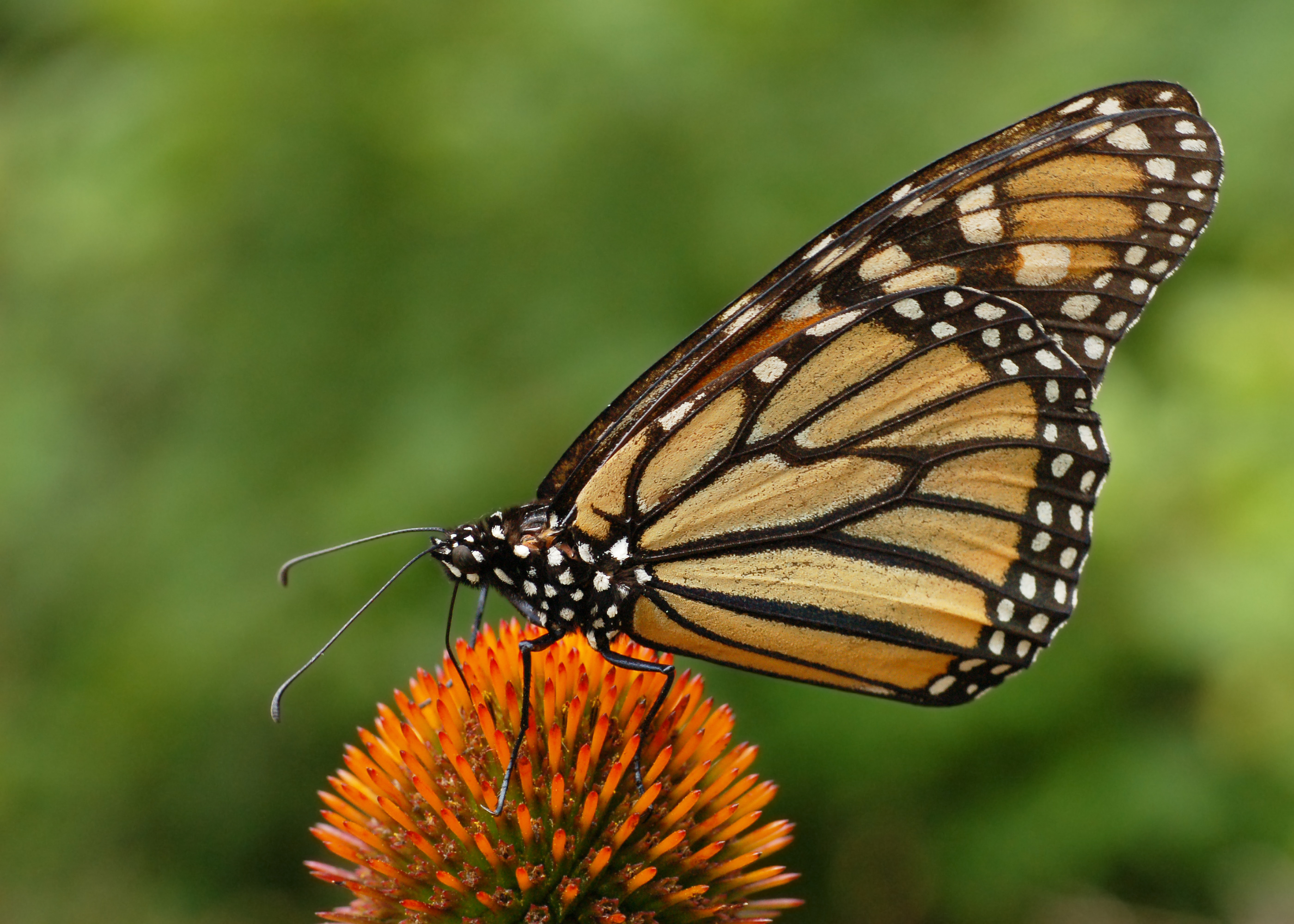
L'apparence caractéristique des papillons monarques leur sert à prévenir les prédateurs des toxines des plantes dont ils se sont nourris à l'état larvaire.

Les animaux herbivores ou phytophages peuvent utiliser les défenses chimiques végétales pour leur propre défense contre les prédateurs, en stockant les produits chimiques végétaux ingérés. Pour être des agents défensifs efficaces, les molécules chimiques séquestrées ne doivent pas être métabolisées en produits inactifs. L'utilisation de ces molécules végétales peut être coûteuse pour les herbivores car elles nécessitent souvent des processus spécialisés pour leur manipulation, leur stockage et leur modification. Ce coût peut être vu lorsque les plantes utilisant des défenses chimiques sont comparées à celles qui n'en utilisent pas, dans des situations où les herbivores sont exclus.
Plusieurs espèces d'insectes séquestrent et déploient des produits chimiques végétaux pour leur propre défense.
La chenille et les adultes des papillons monarques stockent des glycosides cardiaques de l'asclépiade, ce qui rend ces organismes désagréables. En général, après avoir ingéré un monarque, chenille ou papillon adulte, l'oiseau prédateur vomit, ce qui le dissuade ensuite de manger des papillons semblables. Deux espèces différentes de punaises de l'asclépiade de l'ordre des hémiptères, Lygaeus kalmii et Oncopeltus fasciatus (la grande punaise de l'asclépiade), sont colorées en orange vif et noir, coloration dite « aposématique », en ce qu'elle « annonce » par ses couleurs vives les désagréments que ces insectes peuvent causer à leurs prédateurs.
Les produits métaboliques secondaires peuvent également être utiles aux herbivores en raison des propriétés antibiotiques des toxines, qui peuvent protéger les herbivores contre des agents pathogènes. De plus, les produits métaboliques secondaires peuvent servir d'indices aux herbivores pour identifier une plante utile pour l'alimentation ou l'oviposition (ponte).